# Ponte do Brooklyn
A Ponte de Brooklyn é uma ponte na cidade de Nova Iorque, considerada uma das mais antigas pontes de suspensão nos Estados Unidos, com extensão de 1 834 m. Situa-se sobre o rio East, ligando os distritos (boroughs) de Manhattan e Brooklyn.
Ao ser finalizada era a maior ponte de suspensão do mundo, e a primeira a utilizar-se de cabos. Foi a primeira ponte de aço suspensa do mundo e suas imensas torres de suporte já foram as estruturas mais altas de toda a cidade de Nova Iorque.
A ponte foi designada, em 15 de outubro de 1966, uma estrutura do Registro Nacional de Lugares Históricos bem como, em 29 de janeiro de 1964, um Marco Histórico Nacional.

## História

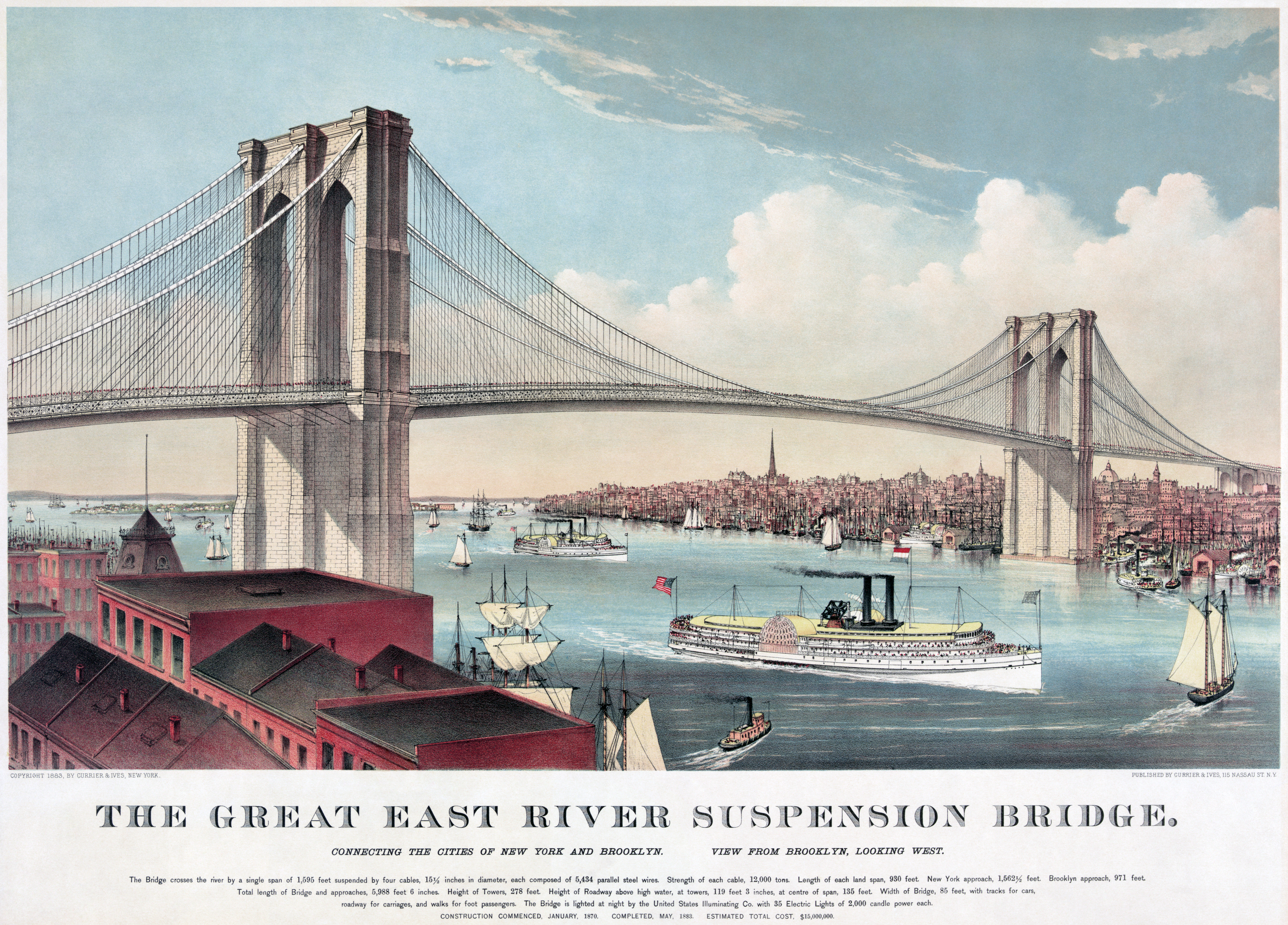
Impressão da Currier and Ives (1883).

A construção começou em 1869. A ponte de Brooklyn ficou completa catorze anos depois e foi aberta para o uso em 24 de Maio de 1883. No primeiro dia, um total de 1800 veículos e 150 300 pessoas atravessaram-na. Sua principal curva tem 21 486 metros. A construção da ponte custou 188 milhões de dólares e 27 pessoas morreram durante a construção.
Quando concluída, ela era a maior ponte por suspensão do mundo - 50% maior que a construção anterior - e ela virou um grande ponto de referência de turistas. Adicionalmente, por vários anos as torres foram as maiores esculturas dos Estados Unidos. O estilo da arquitetura da ponte é Gótico.
A ponte foi desenhada por pelo arquiteto John Augustus Roebling em Trenton, Nova Jersey. Roebling e sua empresa construíram pequenas pontes suspensas, como a John A. Roebling Suspension Bridge em Cincinnati, Ohio e a Waco Suspension Bridge em Waco, Texas, estes serviram com protótipos de engenharia para o design final.

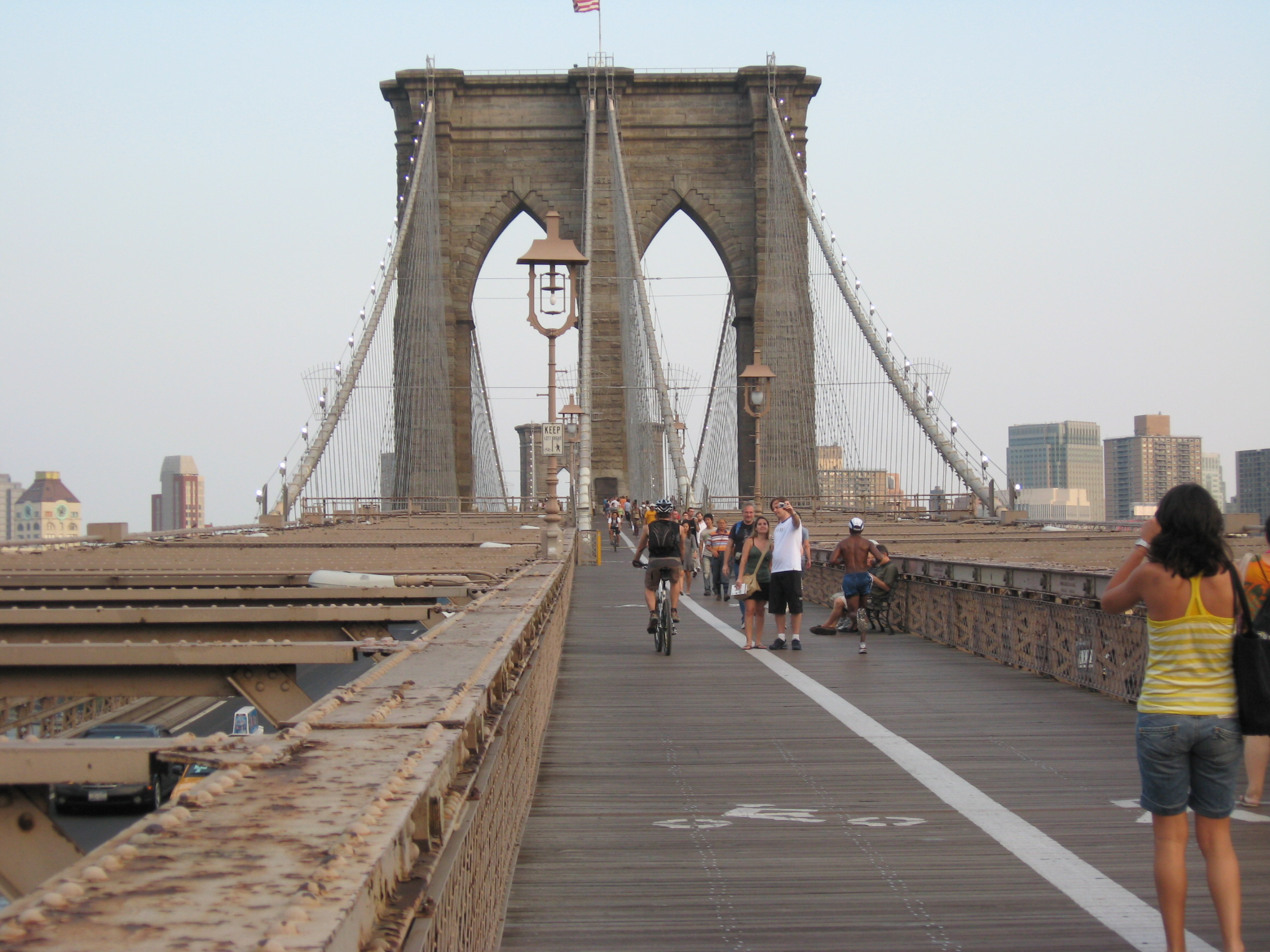
Passagem de pedestres da ponte.

Quando a construção começou, o pé de Roebling sofreu uma séria lesão num acidente, e dentro de poucas semanas ele morreu de tétano. Quando a ponte foi aberta, a esposa de seu filho Washington, Emily Warren Roebling, foi a primeira pessoa a atravessar; Washington não conseguiu sair de sua casa, devido à depressão de que ele sofria naquele momento, e assistiu à construção através de um telescópio.
Quando a ponte foi construída, sistema aerodinâmico da ponte não estava bem planejado. Roebling desenhou uma ponte que foi seis vezes mais forte e resistente.

### Atentado terrorista de 1994
Em 1 de março de 1994 o libanês Rasid Bazil abriu fogo num carro carregado de judeus ortodoxos, membros da Lubavitch. Baz foi acusado de assassinato e sentenciado a 141 anos na prisão. A principio a ação não foi classificada como um atentado terrorista, mas mais tarde, o FBI a classificou como a tal. A pista de acesso à ponte no lado de Manhattan foi chamada de Ari Halberstam Memorial Ramp, em honra da vítima.
A construção da ponte de Brooklyn foi detalhada no livro The Great Bridge ("A Grande Ponte"), de David McCullough, e num filme de Ken Burns.
Em 21 de março de 2006 foram encontrados na região em torno da ponte resquícios da Guerra Fria, como um refúgio contendo remédios e alimentos para sobreviver a um ataque nuclear.

A ponte de Brooklyn e o centro financeiro de Manhattan, Nova Iorque, EUA.